# Liste der Bodendenkmäler in Hofstetten (Oberbayern)
Auf dieser Seite sind die Bodendenkmäler in der oberbayerischen Gemeinde Hofstetten zusammengestellt. Diese Tabelle ist eine Teilliste der Liste der Bodendenkmäler in Bayern. Grundlage ist die Bayerische Denkmalliste, die auf Basis des Bayerischen Denkmalschutzgesetzes vom 1. Oktober 1973 erstmals erstellt wurde und seither durch das Bayerische Landesamt für Denkmalpflege geführt wird. Die folgenden Angaben ersetzen nicht die rechtsverbindliche Auskunft der Denkmalschutzbehörde.

## Bodendenkmäler in Hofstetten (Oberbayern)
| Lage                             | Objekt | Akten-Nr.     | Bild                                                      |
| -------------------------------- | --- | ------------- | --------------------------------------------------------- |
| (Standort)                       | Grabhügel vorgeschichtlicher Zeitstellung. | D-1-7931-0002 |                                                           |
| Am Kirchsteig 33 (Standort)      | Untertägige frühneuzeitliche Befunde im Bereich der katholischen Kapelle St. Joseph von Hofstetten und ihres Vorgängerbaus.                               | D-1-7931-0147 | weitere Bilder                                            |
| Landsberger Straße 8 (Standort)  | Untertägige frühneuzeitliche Befunde im Bereich der katholischen Kapelle St. Antonius in Hofstetten.                                                      | D-1-7931-0148 | weitere Bilder                                            |
| Landsberger Straße 55 (Standort) | Untertägige mittelalterliche und frühneuzeitliche Befunde im Bereich der katholischen Pfarrkirche St. Michael in Hofstetten und ihres Vorgängerbaus.      | D-1-7931-0149 | weitere Bilder                                            |
| Kirchstraße 3 (Standort)         | Untertägige mittelalterliche und frühneuzeitliche Befunde im Bereich der katholischen Pfarrkirche Unsere Liebe Frau in Hagenheim und ihres Vorgängerbaus. | D-1-8031-0112 | Untertägige mittelalterliche und frühneuzeitliche Befunde |
| Hauptstraße 1 (Standort)         | Untertägige frühneuzeitliche Befunde im Bereich der katholischen Kapelle Heilige Dreifaltigkeit in Hagenheim.                                             | D-1-8031-0113 | weitere Bilder                                            |
| (Standort)                       | Abgegangene Kapelle der frühen Neuzeit (Mariä Heimsuchung) in Memming.                                                                                    | D-1-8031-0172 |                                                           |